# 帕科帕科內山
16°22′55″S 70°31′32″W / 16.38194°S 70.52556°W
帕科帕科內山（Paqu Paquni），是秘魯的山峰，位於該國南部莫克瓜大區，由桑切斯將軍山省的喬哈塔區負責管轄，屬於安地斯山脈的一部分，海拔高度5,031米。